# Orgilus erythropus
Orgilus erythropus är en stekelart som beskrevs av Muesebeck 1970. Orgilus erythropus ingår i släktet Orgilus och familjen bracksteklar. Inga underarter finns listade i Catalogue of Life.